# Česká rafinérská
ČESKÁ RAFINÉRSKÁ, a.s. byla největším zpracovatelem ropy a výrobcem ropných produktů v České republice. Provozovala rafinérie ropy v Litvínově a Kralupech nad Vltavou, které v roce 2016 zpracovaly 5,42 milionů tuny ropy. V roce 2017 došlo v rámci restrukturalizace skupiny Unipetrol ke sloučení vlastní dceřiné firmy Česká rafinérská s Unipetrolem RPA. V jejím rámci tak vznikl nový odštěpný závod Rafinérie a společnost Česká rafinérská tak zanikla.

## Historie
Rafinérie Litvínov vznikla za druhé světové války jako Sudetenländische Treibstoffwerke AG kvůli výrobě paliv z mosteckého hnědého uhlí. Po válce došlo k obnovení provozu pod názvy Československá továrna na motorová paliva a Stalinovy závody, n.p. a dalšímu rozvoji továrny na hnědouhelné bázi. V šedesátých letech 20. století rafinérie, přejmenovaná na Chemické závody československo-sovětského přátelství, přešla na výrobu z ropné suroviny a napojení na ropovod Družba. Zároveň v tomto období přestala zpracovávat uhlí. V devadesátých letech byly rafinérie privatizovány. Vznikla Česká rafinérská a Chemopetrol, který ji vlastnil, byl včleněn do společnosti Unipetrol.

## Zánik společnosti
Společnost oficiálně zanikla k 31. 12. 2016. V období od 1. 1. 2017 do 31. 12. 2018 rafinérie v Litvínově a Kralupech nad Vltavou existovaly jako UNIPETROL RPA, s.r.o. - RAFINÉRIE, odštěpný závod. Od 1. 1. 2019 byly obě rafinérie kompletně začleněny do organizační struktury společnosti UNIPETROL RPA, s.r.o. jako Jednotka Rafinérie Litvínov a Jednotka Rafinérie Kralupy.